# عنکبوت‌های گیره‌پا
عنکبوت‌های گیره‌پا (نام علمی: Palpimanidae) نام یک تیره از راسته عنکبوت است.